# (2774) Tenojoki
(2774) Tenojoki – planetoida z pasa głównego asteroid okrążająca Słońce w ciągu 5 lat i 247 dni w średniej odległości 3,18 j.a. Została odkryta 3 października 1942 roku w obserwatorium w Turku przez Liisi Otermę. Nazwa planetoidy pochodzi od rzeki Tany (fiń. Tenojoki), płynącej w Norwegii i Finlandii. Przed nadaniem nazwy planetoida nosiła oznaczenie tymczasowe (2774) 1942 TJ.